# Klauwhand
Een klauwhand kan ontstaan a.g.v. een beklemde nervus ulnaris. Dit zorgt ervoor dat de eindkootjes in de vingers zijn gebogen, terwijl de proximale vingerkootjes gestrekt zijn. De spiertjes in de handrug zijn vaak heel dun (atrofie). Deze combinatie geeft de hand het uiterlijk van een klauw, vandaar de naam klauwhand. Zie ook Ziekte van Dupuytren